# Krokodilrivier (Mpumalanga)

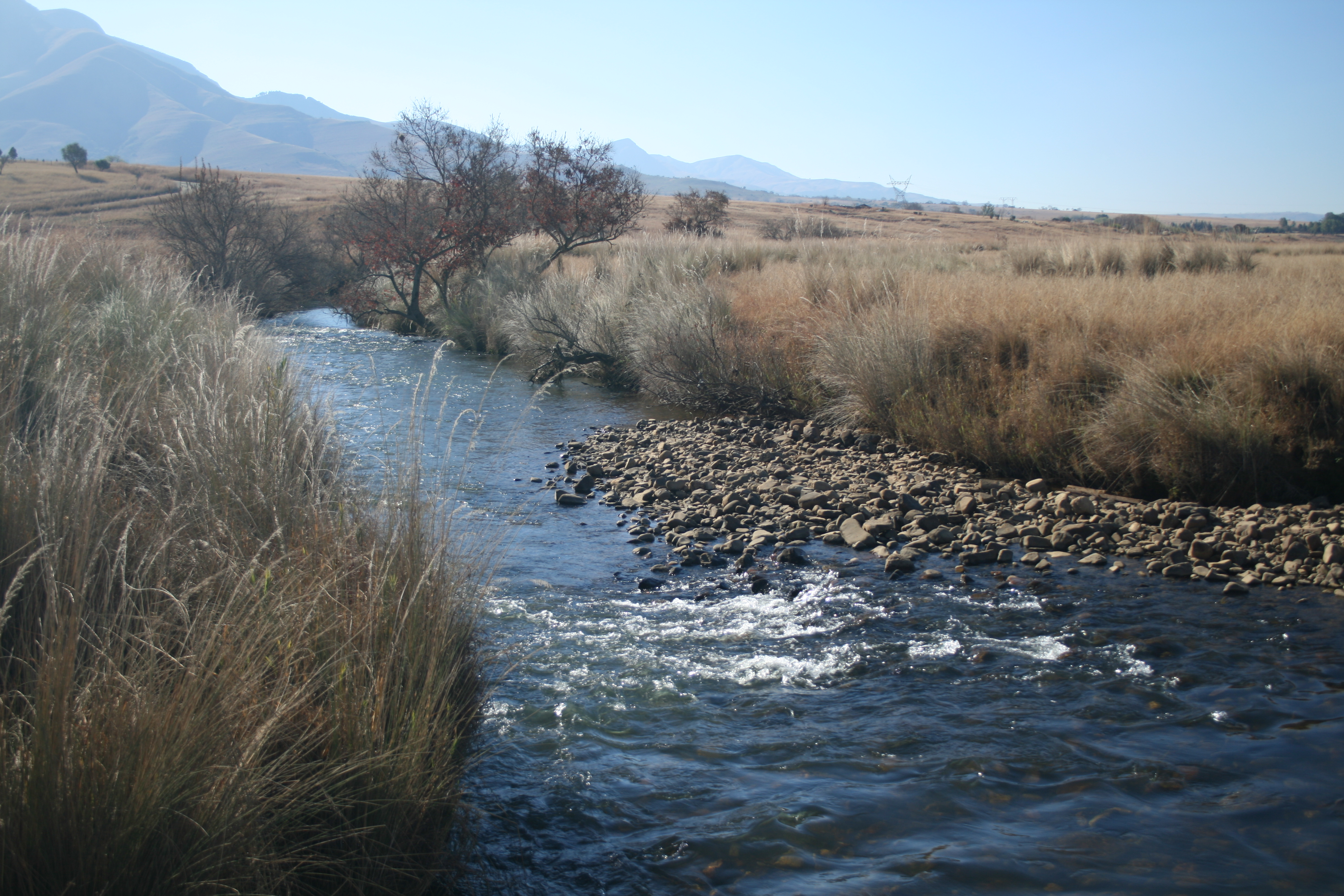
Bovenstrooms van de Kwena-dam

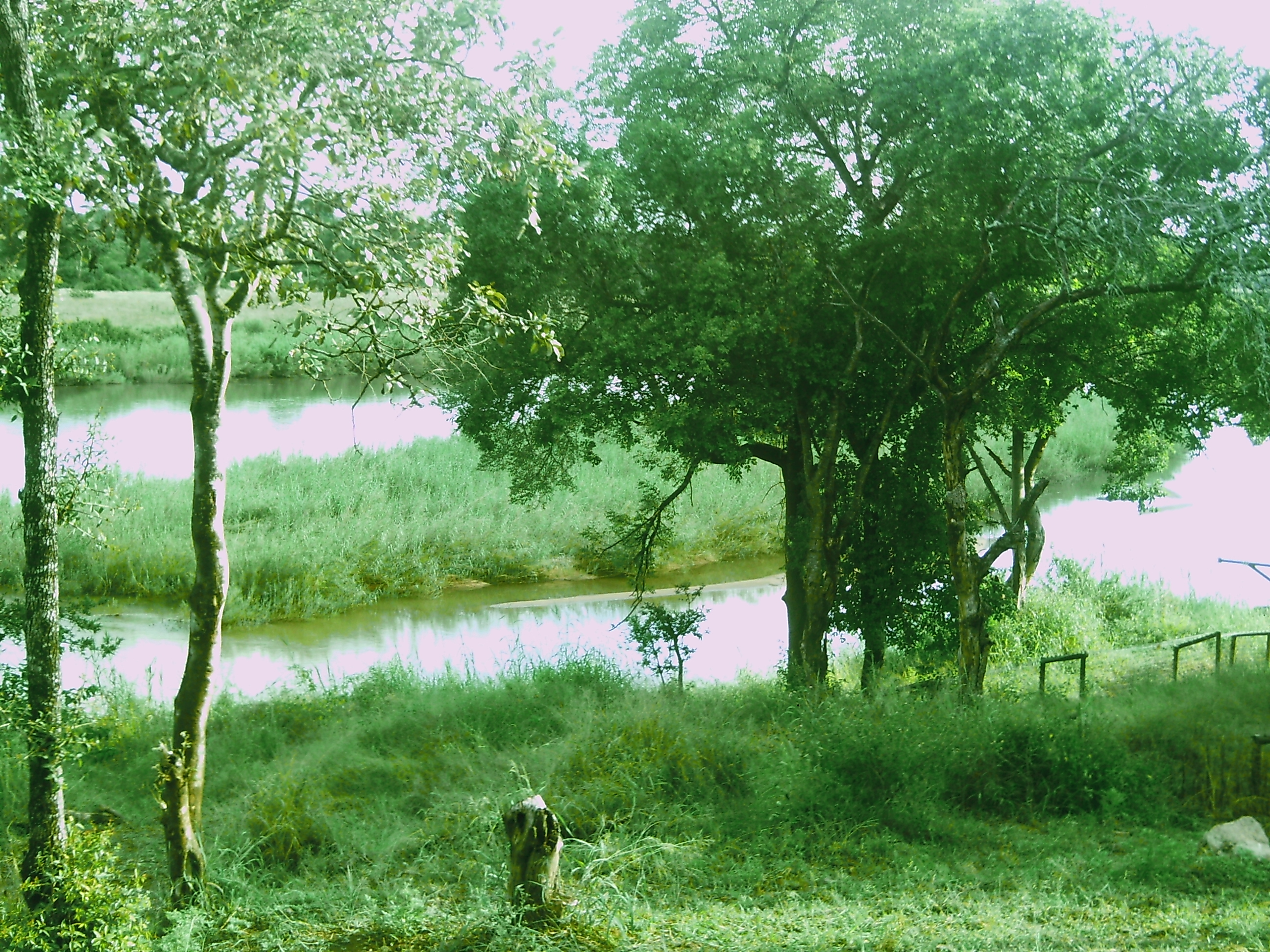
Blik van de Krokodilrivier bij Ngwenya Lodge

De Krokodilrivier (Afrikaans: Krokodilrivier; Engels: Crocodile River) is een rivier in Mpumalanga in Zuid-Afrika.
De rivier dient niet verward te worden met de Krokodilrivier, die naar de Limpoporivier loopt.

## Beschrijving
De Krokodilrivier ontspringt ten noorden van Dullstroom in de Steenkampsbergen in Mpumalanga. Na de Kwena-dam loopt hij door de Schoemanskloof naar de Montrose-waterval. Dan loopt hij door het industrieterrein bij Nelspruit en langs het Nationaal park Kruger. Bij Komatipoort mondt hij uit in de Komatirivier.
Veel water van de rivier wordt gebruikt voor irrigatie, waardoor de rivier niet erg hard stroomt.
- Virtual International Authority File: 315165839
- WorldCat: E39PBJbCThDxhxCxqJKxw94rMP